# ناهید یسری
ناهید یسری (انگلیسی: Nahed Yousri؛ زادهٔ ۶ فوریهٔ ۱۹۴۹) هنرپیشه، و بازیگر سینما اهل مصر است. اولین حضور او در سینما در سال ۱۹۶۵ اتفاق افتاد.